# Asparagus exuvialis
Asparagus exuvialis — вид рослин із родини холодкових (Asparagaceae).

## Біоморфологічна характеристика
Це прямовисний, виткий, голий кущ 100–200 см заввишки, сильно розгалужується зигзагоподібно. Шкірка відшаровується у вигляді білих мембран, залишаючи коричнювате стебло. Колючки дрібні, 0.5–1 мм завдовжки чи відсутні. Кладодії листопадні, відсутні чи незрілі на стадії цвітіння, ниткоподібні, якщо є, в пучках 3–15, нерівні, 7–20(30) мм завдовжки. Квітки в пучках по 2(4). Листочки оцвітини вузько довгасті, 3–4 мм завдовжки, жовті чи білі. Ягода червона чи оранжева 5–6 мм у діаметрі, 1-насінна; насіння округлої форми, 4 мм в діаметрі.

## Середовище проживання
Ареал: Мозамбік, Намібія, Зімбабве, Ботсвана, ПАР.
Росте на піщаних ділянках і під деревами на кам'янистих схилах, на ділянках вапнякових субстратів і виходів.